# Livet i revy
Livet i revy, att livet passerar revy, är en typ av näradödenupplevelse där en människa återupplever tidigare ögonblick ur sitt liv, under en olycka, eller period av stark stress.